# Маја Трифуновић
Маја Трифуновић (Београд, 1963) српски је писац и преводилац.

## Биографија
Завршила је арапски језик и књижевност на Филолошком факултету, и превела је велики број наслова са арапског и са енглеског.
Као преводилац превела је "Министарство неизмерне среће" и "Бог малих ствари"Арундати Рој, "Жена на нултој тачки" Науал ел Садауи, "Сирена са Црне Конче" Рафи Моник, "Снови о забрањеном воћу" Фатеме Мерниси и друге.
Добила је награду „Лаза Костић” за роман Гутачи ватре.

## Дела
- Сретох брата поезија (2003)
- Тркачи на дуге пруге (2013)
- Савршенство (2014)
- Повратак (2015)
- Гутачи ватре (2022) награда Лаза Костић[3][4]